# Serhij Bałtacza
Serhij Pawłowycz Bałtacza ukr. Сергій Павлович Балтача, ros. Сергей Павлович Балтача, Siergiej Pawłowicz Bałtacza (ur. 17 lutego 1958 w Żdanowie) – ukraiński piłkarz, grający na pozycji obrońcy, a wcześniej pomocnika, reprezentant Związku Radzieckiego, trener piłkarski. Jego syn Serhij Jr. jest również piłkarzem.

## Kariera piłkarska

### Kariera klubowa
Wychowanek klubu Azowstal Żdanow oraz Internatu Sportowego w Charkowie. W 1976 rozpoczął karierę piłkarską w zespole Metalist Charków, a od 1977 reprezentował barwy jednego z czołowych klubów radzieckich – Dynama Kijów. Jak większość zawodników Dynama w latach osiemdziesiątych stał się jednym z podstawowych graczy reprezentacji ZSRR. Był jednym z pierwszych radzieckich piłkarzy, którzy podpisali zawodowe kontrakty w klubach zagranicznych. Od 1988 do 1995 występował na Wyspach Brytyjskich, najpierw w angielskim Ipswich Town, a następnie w klubach szkockich.

### Kariera reprezentacyjna
W Sbornej zadebiutował 12 lipca 1980 w meczu z Danią. Uczestniczył w mistrzostwach świata w Hiszpanii w 1982. Znalazł się również w kadrze na mistrzostwa europy w 1988 w RFN, jednak zagrał tam tylko w końcówce przegranego przez ZSRR finałowego meczu z Holandią, który był dla niego ostatnim występem w drużynie narodowej. Ogółem rozegrał 45 gier w barwach Sbornej i strzelił 2 bramki. Z olimpijską reprezentacją ZSRR zdobył brązowy medal Igrzysk w Moskwie (1980).

## Kariera trenerska
Pracę szkoleniową rozpoczął podczas pobytu w Szkocji. W latach 1993–1995 był grającym trenerem w klubach Caledonian F.C. i Inverness Caledonian Thistle F.C. Przez trzy lata pracował na Ukrainie, gdzie pomagał trenerowi CSKA Kijów. Później powrócił na Wyspy Brytyjskie. Od 2001 pracuje jako nauczyciel wychowania fizycznego w college'u w Londynie oraz jako trener juniorów w klubie Charlton Athletic.

## Rodzina
Żona Olga była lekkoatletką-wieloboistką. Również dzieci uprawiały sport – syn Sergei Baltacha (ur. 28 lipca 1979 w Kijowie) jest piłkarzem, byłym reprezentantem Szkocji do lat 21, córka Elena Baltacha (ur. 14 sierpnia 1983 w Kijowie, zmarła 4 maja 2014 w Ipswich) została tenisistką i przez pewien czas była pierwszą rakietą Wielkiej Brytanii.

## Sukcesy i odznaczenia

### Sukcesy klubowe
- mistrz ZSRR: 1980, 1981, 1985, 1986
- zdobywca Pucharu ZSRR: 1978, 1982, 1985, 1987
- zdobywca Pucharu Zdobywców Pucharów: 1986

### Sukcesy reprezentacyjne
- mistrz Świata U-20: 1977
- mistrz Europy U-21: 1980
- brązowy medalista Letnich Igrzysk Olimpijskich: 1980
- wicemistrz Europy: 1988

### Odznaczenia
- tytuł Mistrza Sportu ZSRR: 1977
- tytuł Mistrza Sportu Klasy Międzynarodowej: 1980
- tytuł Zasłużonego Mistrza Sportu ZSRR: 1986